# La Brea Tar Pits
La Brea Tar Pits sono un gruppo di pozzi di catrame attorno ai quali si è formato Hancock Park, nella città di Los Angeles. L'asfalto naturale (noto anche come bitume, pece, o brea in spagnolo) è filtrato attraverso il terreno di questa zona per decine di migliaia di anni. Il catrame è spesso coperto di polvere, foglie o acqua, rendendolo quasi invisibile e pericoloso per chi ci si avvicina. Per secoli, il catrame di questi pozzi ha conservato le ossa degli animali che vi sono rimasti intrappolati. Il George C. Page Museum è stato istituito proprio per studiare questi pozzi di catrame, ed esporne gli esemplari fossili ritrovati. La Brea Tar Pits è un National Natural Landmark registrato della California.

## Formazione
I pozzi di catrame sono composti da pesanti frazioni di petrolio chiamate gilsonite, che filtra dalla terra come petrolio. A Hancock Park, il greggio filtra lungo la 6th Street Fault dal campo petrolifero di Salt Lake, che è alla base di gran parte del distretto di Fairfax a nord del parco. L'olio raggiunge la superficie e forma questi pozzi, diventando asfalto man mano che le frazioni più leggere del petrolio si biodegradano o evaporano. L'asfalto quindi, normalmente, si indurisce in tumuli tozzi. Le pozze e i tumuli sono visibili in diverse aree del parco.
I pozzi di catrame ora visibili sono tutti frutto delle attività di scavo urbane: la fossa del lago era in origine una miniera di asfalto; e gli altri pozzi visibili furono portati alla luce a seguito delle attività di scavo di alcuni esploratori che scavarono più di 100 siti tra il 1913 e il 1915 alla ricerca di grandi ossa di mammiferi. (Da allora, questi scavi sono stati gradualmente riempiti da un accumulo di asfalto, polvere, foglie e acqua, mentre i pozzi di catrame che hanno restituito ossa di animali e altri fossili sono rimasti aperti.)

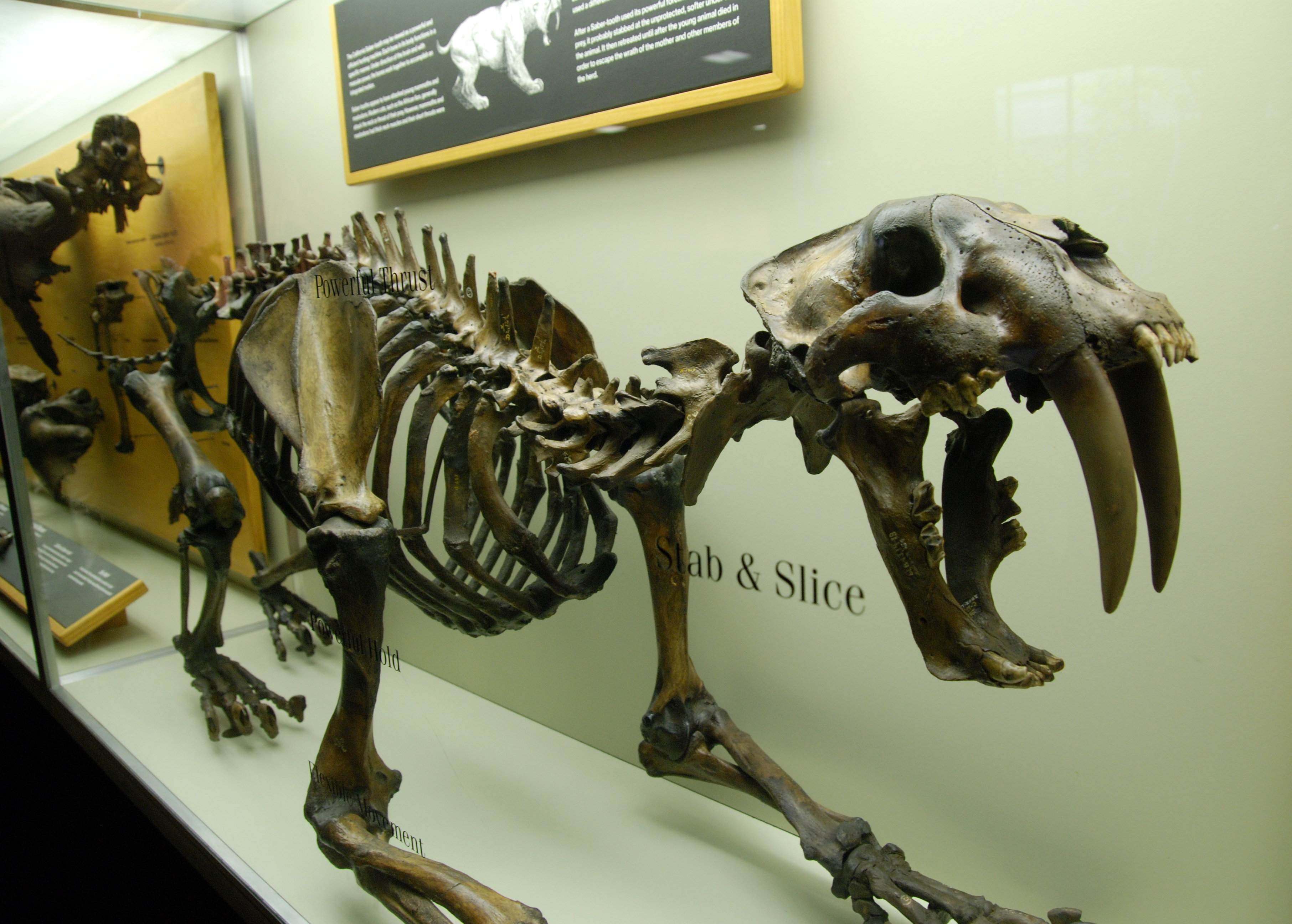
Scheletro di Smilodon, estratto dai pozzi di catrame

Questa infiltrazione dell'asfalto dura da decine di migliaia di anni, durante i quali l'asfalto a volte formava dei depositi abbastanza spessi da intrappolare gli animali. Ricoprendosi di acqua, polvere o foglie, queste trappole naturali erano pressoché invisibili e gli animali che vi si avvicinavano restavano intrappolati e morivano. I predatori, a loro volta, attirati dalle loro carcasse rimanevano impantanati. Durante la decomposizione, l'asfalto penetrava nelle ossa di questi animali, rendendole di un caratteristico colore marrone scuro o nero. Le frazioni più leggere di petrolio evaporano dall'asfalto, lasciando una sostanza più solida, che racchiude le ossa. Nonostante questi pozzi siano ben noti, principalmente, per i fossili della megafauna pleistocenica, l'asfalto conserva anche microfossili, come resti di legno e piante, ossa di roditori, insetti, molluschi, polvere, semi, foglie e persino granuli di polline. Alcuni esempi di quest'ultimi sono esposti al George C. Page Museum. La datazione radiometrica del legno e delle ossa conservati nell'asfalto, hanno fornito un'età di 38 000 anni per il materiale più antico noto proveniente dalle infiltrazioni di La Brea. Tuttora, i pozzi sono una trappola per qualunque organismo, per questo la maggior parte dei pozzi sono recintati per proteggere l'uomo e gli altri animali.

## Storia

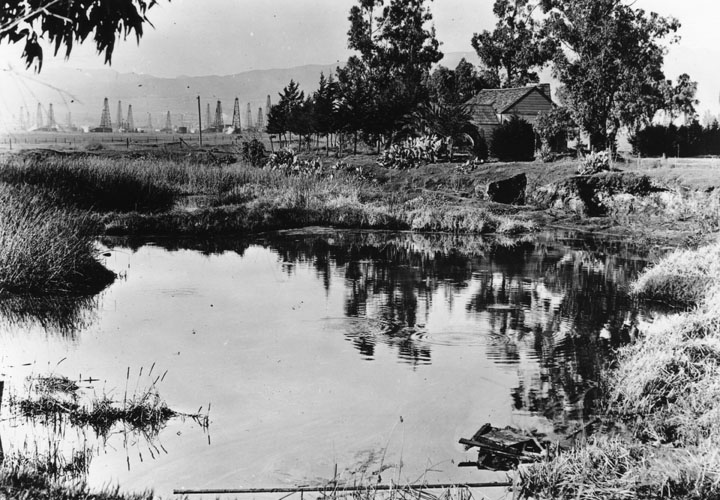
I pozzi di catrame nel 1910. Sullo sfondo si possono intravedere le gru derrick, per l'estrazione.

I nativi americani Chumash e Tongva che vivevano nella zona costruirono barche diverse da qualsiasi altra imbarcazione in Nord America prima dell'arrivo dei coloni. Usando i tronchi caduti delle grandi sequoie della California del Nord e pezzi di legni dal Canale di Santa Barbara, i loro antenati impararono a sigillare le fessure tra le assi delle grandi canoe di legno utilizzando il catrame. Questa forma innovativa di trasporto permise loro di raggiungere le coste meridionali e settentrionali della California e le Channel Islands. La spedizione di Portolá, un gruppo di esploratori spagnoli guidati da Gaspar de Portolá, realizzò il primo resoconto scritto dei pozzi di catrame, nel 1769. Padre Juan Crespi ne scrisse:
Harrison Rogers, che accompagnò Jedediah Smith nella sua spedizione in California del 1826, poté osservare un pezzo di asfalto solidificato mentre era nella Missione di San Gabriele, e annotò nel suo diario: "I cittadini del Paese ne fanno un grande uso per montare i tetti delle loro case". La Brea Tar Pits e Hancock Park sono situati all'interno di quella che una volta era la concessione di terra messicana di Rancho La Brea, ora parte della città di Los Angeles nel quartiere Miracle Mile. Da alcuni anni venivano ritrovate diverse ossa coperte di catrame nella proprietà Rancho La Brea, sebbene inizialmente non venissero riconosciute come fossili poiché il ranch aveva perso diversi animali, tra cui cavalli, bovini, cani e persino cammelli, le cui ossa assomigliano a quelle di molte delle specie fossili. La concessione di terra originale di Rancho La Brea prevedeva che i pozzi di catrame fossero aperte al pubblico per l'uso del Pueblo locale. Inizialmente, le ossa ritrovate nei pozzi vennero scambiate per resti di antilocapra (Antilocapra americana) o di bestiame che vi si era impantanato in passato.
Il geologo della Union Oil, William Warren Orcutt, nel 1901, dimostrò la presenza di ossa di animali preistorici fossilizzate nei pozzi di catrame del Ranch Hancock. In commemorazione della scoperta iniziale di Orcutt, i paleontologi denominarono Canis latrans orcutti il coyote di La Brea in suo onore.

## Risorsa scientifica

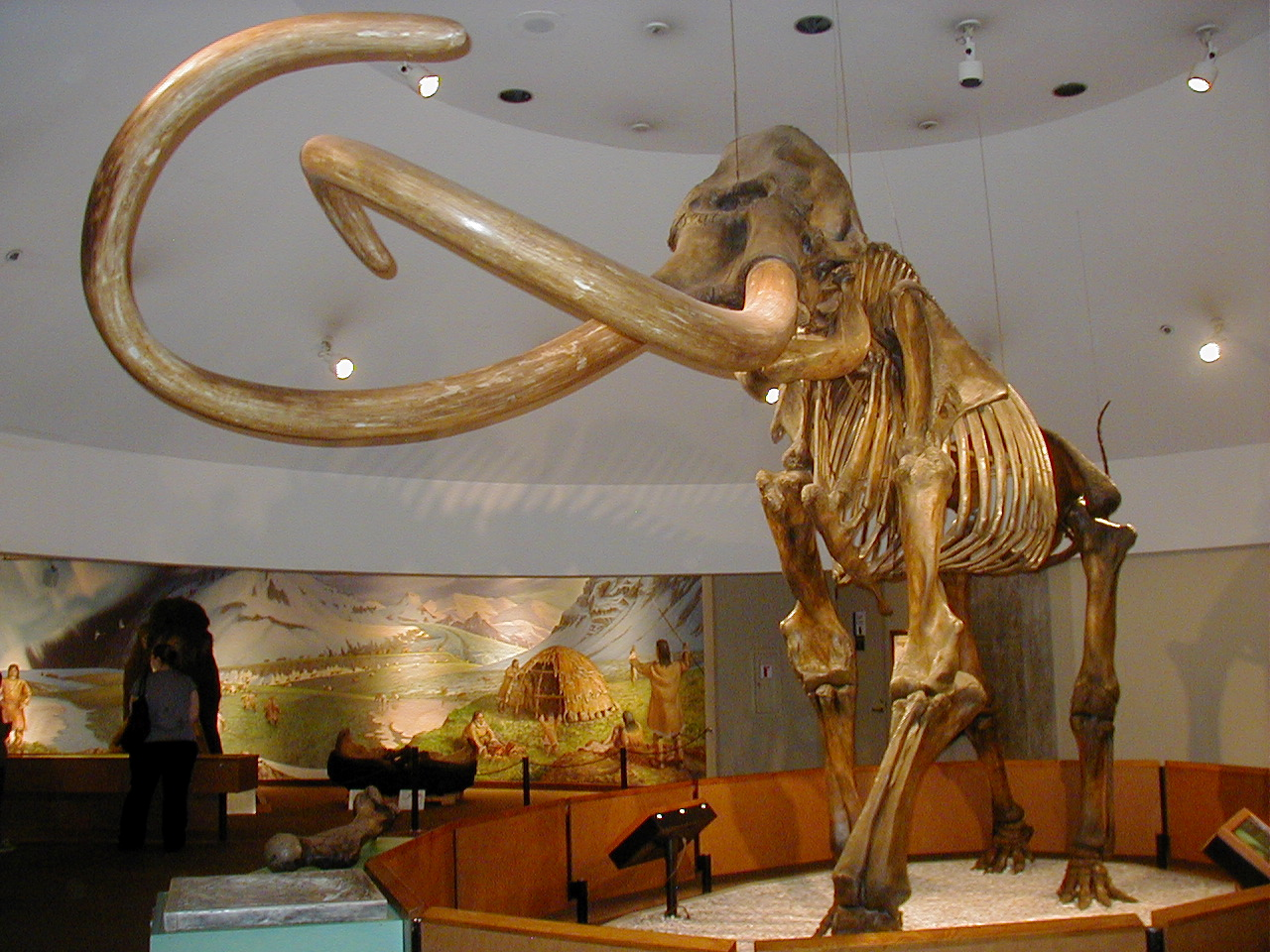
Scheletro di mammut columbiano recuperato da pozzi di catrame, in mostra al George C. Page Museum

Gli scavi per il recupero delle ossa fossili iniziarono nel 1913-1915. Negli anni 1940 e 1950, la preparazione di grandi ossa di mammiferi recuperati nei pozzi, generò una grande eccitazione pubblica e interesse per il sito. Uno studio successivo ha dimostrato che il materiale dei vertebrati fossili era ben conservato, con scarse evidenze di degradazione batterica delle proteine ossee. Originariamente, si pensava che risalissero all'ultimo periodo glaciale, circa 30 000 anni fa. Dopo che la datazione al radiocarbonio ha ridimensionato l'ultimo periodo glaciale come ancora presente, da 11 a 12 000 anni fa, i fossili sono stati datati di conseguenza, ed ora sono stimati avere circa 10-20 000 anni.

### Batteri
Il gas metano, fuoriuscendo dai pozzi di catrame, genera delle bolle che fanno ribollire l'asfalto. Asfalto e metano appaiono sotto gli edifici circostanti e richiedono operazioni speciali per la loro rimozione per prevenire l'indebolimento delle fondamenta degli edifici. Nel 2007 i ricercatori della UC Riverside hanno scoperto che le bolle erano causate da forme resistenti di batteri incorporate nell'asfalto naturale. Dopo aver consumato petrolio, i batteri rilasciavano metano. In questi pozzi sono stati recentemente scoperti da 200 a 300 specie di batteri.

## George C. Page Museum

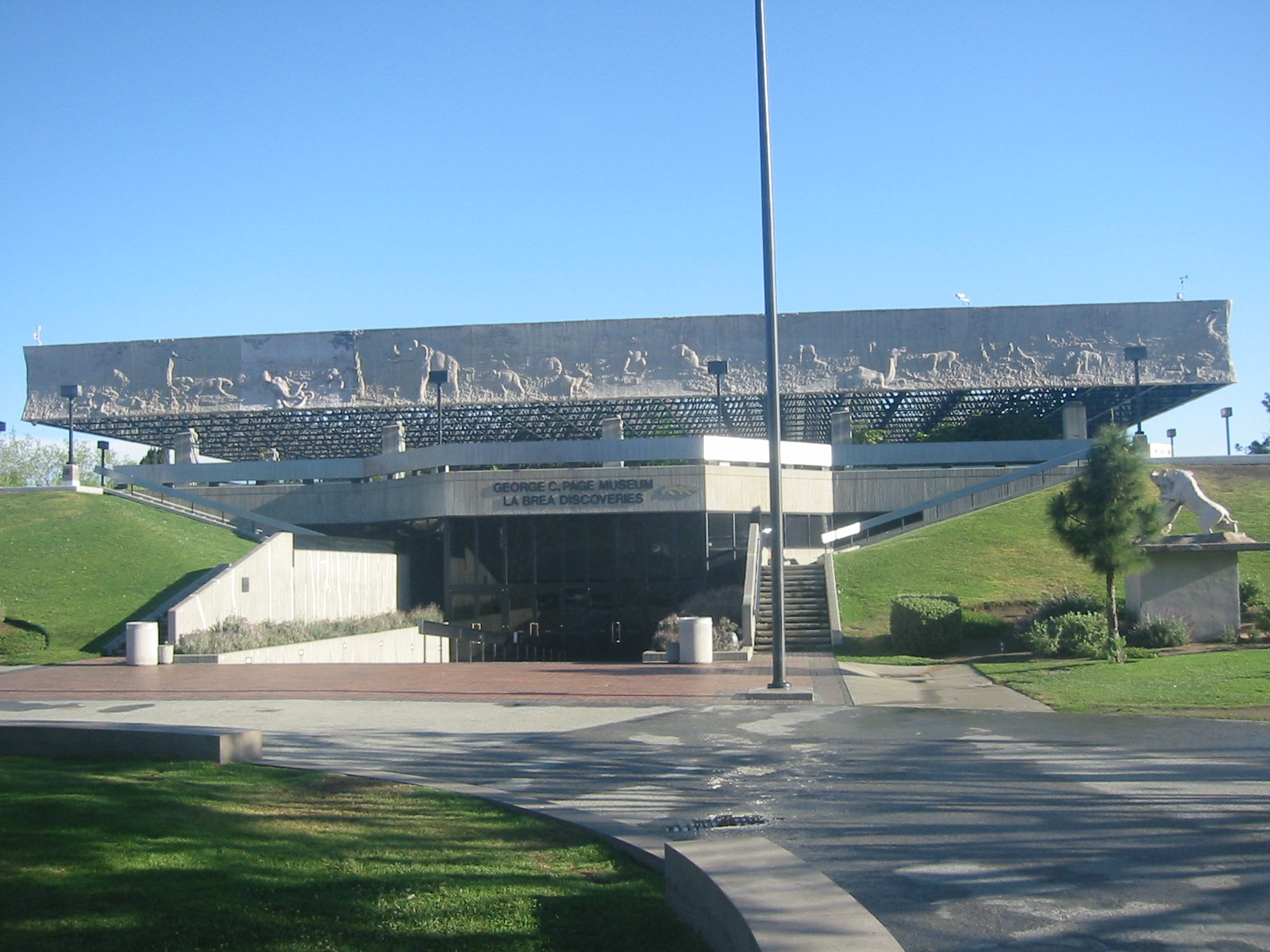
Il La Brea Tar Pits Museum ad Hancock Park

Il George C. Page Museum di La Brea Discoveries, parte del Natural History Museum of Los Angeles County, è stato costruito accanto ai pozzi di catrame di Hancock Park sul Wilshire Boulevard. La costruzione iniziò nel 1975 e il museo venne aperto al pubblico nel 1977.
Tuttavia, la storia del museo dei fossili iniziò solo nel 1913, quando George Allan Hancock, il proprietario di Rancho La Brea, concesse per due anni al Museo di Storia Naturale della Contea di Los Angeles i diritti esclusivi di scavo a Tar Pits. In quei due anni, il museo fu in grado di estrarre 750 000 esemplari in 96 siti, garantendo una vasta collezione di fossili che sarebbe rimasta consolidata e disponibile per la comunità. In seguito, nel 1924, Hancock donò 23 acri alla contea di Los Angeles con la clausola che la contea provvedesse alla conservazione del parco e alla mostra di fossili che vi si trovano.
All'interno del museo viene raccontata la storia dei pozzi di catrame e sono esposti diversi esemplari recuperati dal parco I visitatori possono passeggiare nel parco e vedere i pozzi di catrame, sulle cui sponde sono stati montati dei modelli a grandezza naturale di animali preistorici ritrovati sul luogo. Degli oltre 100 pozzi, solo il Pozzo 91 è ancora regolarmente esaminato dai ricercatori e può essere visto presso la relativa stazione di osservazione. Oltre al Pozzo 91, l'altro scavo ancora in corso è il "Progetto 23". I paleontologi supervisionano e dirigono il lavoro dei volontari in entrambi i siti.

### Scavo del "Progetto 23" e pozzi scoperti di recente
Il 18 febbraio 2009, il George C. Page Museum annunciò ufficialmente la scoperta del 2006 di 16 depositi fossili che erano stati rimossi durante la costruzione di un garage sotterraneo per il Museo d'Arte della Contea di Los Angeles vicino ai pozzi di catrame. Tra i reperti vi sono resti di una tigre dai denti a sciabola, lupi terribili, bisonti, cavalli, un bradipo terricolo gigante, tartarughe, lumache, vongole, millepiedi, pesci, geomydi e un leone americano. Inoltre, è stato rinvenuto uno scheletro di mammut quasi intatto, soprannominato Zed; gli unici elementi mancanti sono un arto posteriore, una vertebra e la parte superiore del cranio, purtroppo tranciato da un'attrezzatura da costruzione in preparazione per la costruzione della struttura del parcheggio.
Questi fossili furono imballati in scatole nel cantiere e spostati in un complesso dietro il Pozzo 91, nella proprietà del Page Museum, in modo che la preparazione potesse continuare. In seguito vennero spediti 23 grandi cumuli di catrame al Page Museum. Questi depositi vengono classificati con il nome "Progetto 23". Man mano che i lavori per il trasporto pubblico Metro Purple Line vengono ampliati, i ricercatori del museo sanno che verranno scoperte altre fosse, ad esempio vicino all'incrocio tra Wilshire e Curson. In una ricerca esplorativa della metropolitana nel 2014 sul Miracle Mile, furono riportati alla luce diversi elementi preistorici che includevano geoduck, dollari della sabbia e un ramo di pino di 10 piedi, di un tipo ora presento nei boschi della California centrale.

## Flora e fauna

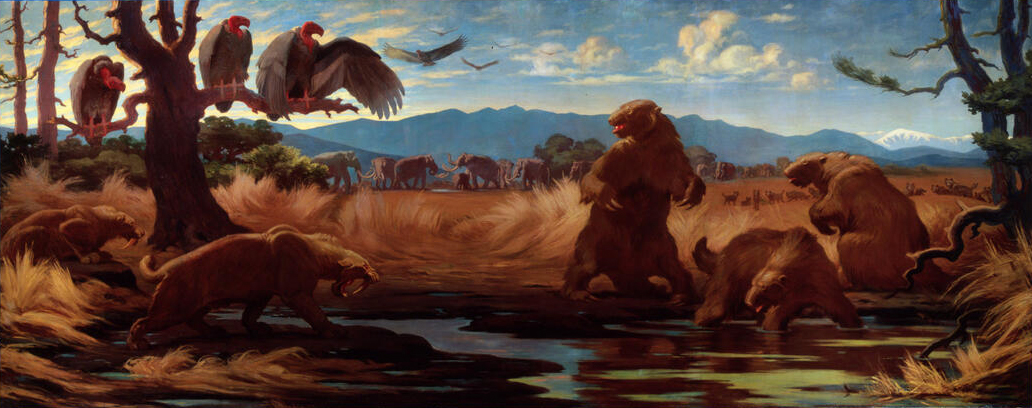
Ricostruzione della fauna di La Brea Tar Pits, di Charles R. Knight

Tra le specie preistoriche associate a La Brea Tar Pits si possono trovare mammut pleistocenici, i lupi terribili, gli orsi dalla faccia corta, i bradipi terricoli giganti, e il fossile dello stato della California, la tigre denti a sciabola (Smilodon fatalis).
Il parco è noto per l'alta concentrazione ed esposizione di una miriade di fossili di mammiferi risalenti all'ultimo periodo glaciale. Sebbene la fama di questo sito sia soprattutto dovuta all'esposizione di fossili di grandi mammiferi, anche piccoli fossili, come insetti, piante e persino granuli di polline, sono apprezzati dal pubblico e dalla comunità scientifica. Questi fossili aiutano a definire un quadro di quello che si pensa sia stato un clima più fresco e umido nel bacino di Los Angeles durante l'era glaciale. Tra questi fossili ci sono i microfossili, che vengono recuperati da una matrice di asfalto e argilla sabbiosa lavandoli con un solvente per rimuovere il petrolio, quindi raccogliendo i resti sotto una lente ad alta potenza.

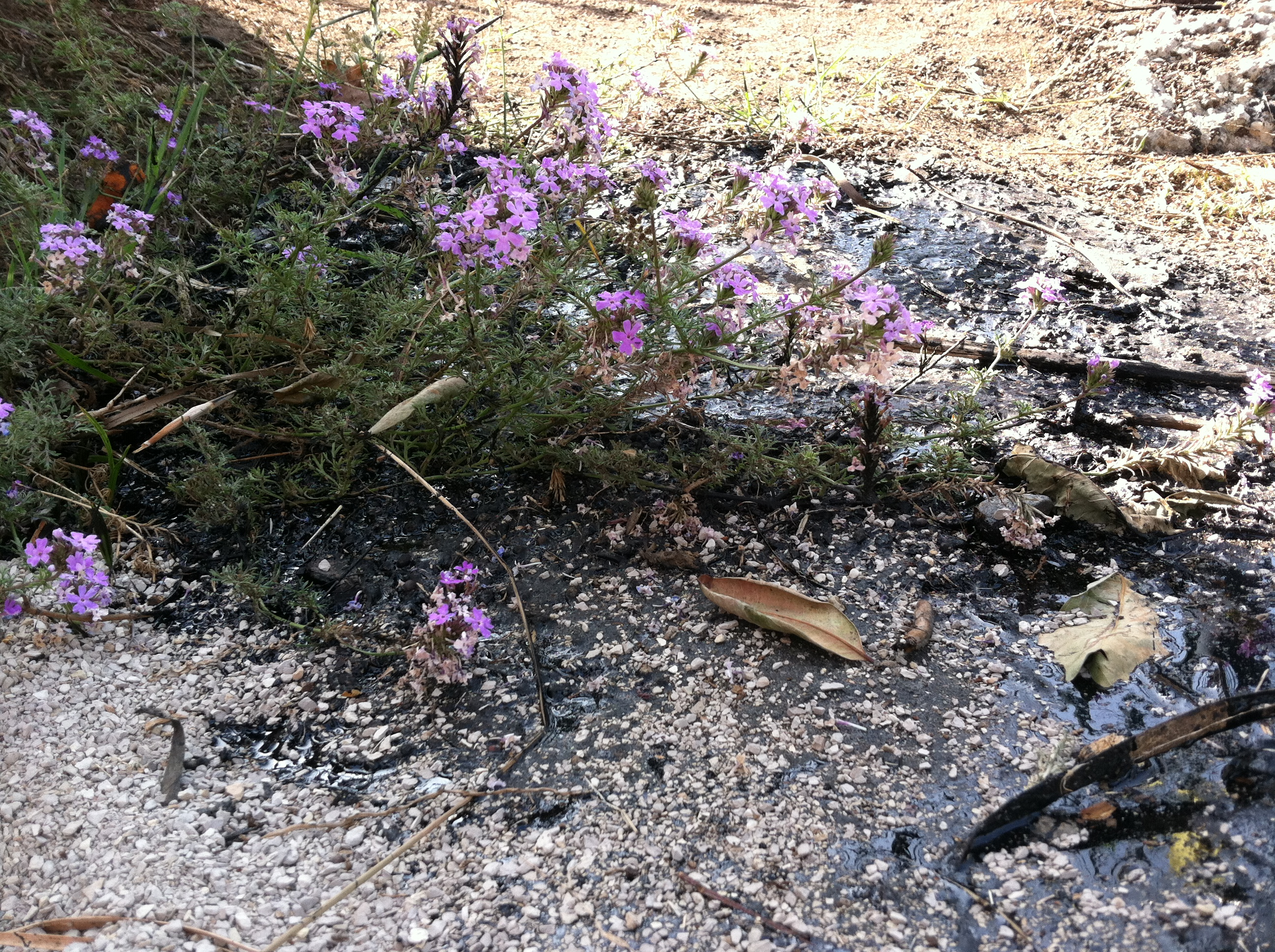
Alcuni fiori lungo gli argini dei pozzi di La Brea

Questi pozzi sono noti anche per un fenomeno insolito: difatti in queste pozze di catrame sono presenti più predatori che prede. La ragione di ciò è sconosciuta, ma una teoria è che i grandi erbivori rimasti impantanati o morti nel catrame, attirassero molti predatori, che per nutrirsi della carcassa si sarebbero spinti nel catrame rimanendo a loro volta intrappolati. Un'altra teoria, è che i lupi terribili (Canis dirus) e le loro prede potrebbero essere rimasti intrappolati durante una caccia. Poiché i lupi moderni cacciano in branco, è possibile che una singola preda bloccata nel catrame, attraesse a sé diversi esemplari. Lo stesso può valere per le tigri dai denti a sciabola.

### Presenza umana
All'interno della La Brea Tar Pits è stato ritrovato un solo essere umano, uno scheletro parziale della Donna di La Brea risalente a circa 10 000 anni di calendario (circa 9 000 anni di radiocarbonio) BP, che doveva avere tra i 17 e i 25 anni alla morte ed è stata ritrovata associata ai resti di un cane domestico, il che è stato interpretato come una sepoltura cerimoniale. Tuttavia, nel 2016, è stato stabilito che il cane fosse molto più giovane nella datazione rispetto alla ragazza.
Inoltre, alcuni fossili ancora più vecchi mostrano possibili segni di attrezzi, indicando che l'uomo era già attivo all'epoca nell'area. La scoperta di ossa di una tigre dai denti a sciabola di La Brea che mostravano segni di incisioni "artificiali" ad angoli obliqui rispetto all'asse lungo di ciascun osso sono datate al radiocarbonio a 15 200 ± 800 BP.
Se queste incisioni sono in realtà segni di strumenti derivanti dalle attività di macellazione, allora questo materiale fornirebbe le prime prove concrete dell'associazione umana con il bacino di Los Angeles. Tuttavia è anche possibile che si sia verificata una contaminazione residua del materiale a causa della saturazione dell'asfalto, influenzando le date del radiocarbonio.

## Nella cultura di massa
Molte opere presentano hanno come località o tema La Brea Tar Pits. Nei film, appare in 1941 - Allarme a Hollywood (1979), Hollywood brucia (1997), Cattive compagnie (1990), Mani sporche sulla città (1974), Drain the Oceans (speciale del 2009 del National Geographic), La prossima vittima (1996), Invasion of the Pod People (2007), Land of the Lost (2009), Last Action Hero - L'ultimo grande eroe (1993), Soluzione finale (1988), Il mio primo bacio (1994), 7 Psicopatici (2012), The Great Los Angeles Earthquake (1990), Sin City (2005), The Hammer (2007), Vulcano - Los Angeles 1997 (1997). Appare anche nel gioco LA Noire (2011).
Appare inoltre in alcuni episodi di serie televisive come:
- In 90210 (2008-2013) nell'episodio "'Tis Pity" (2012);[29]
- In California's Gold, nell'episodio "LA Adventures" (1991);[30]
- Un personaggio di Bosch, il Dr. William Golliher, è un antropologo forense della UCLA che lavora come garante per l'ufficio del medico legale di Los Angeles e che esamina i resti umani preistorici rinvenuti nei La Brea Tar Pits. Bosch lo visita nella stagione 1, episodio 3: "Indagine compromessa".[31] Nella stagione 1, episodio 10: "Noi e loro" (2015), la figlia di Bosch Maddie trascorre diverse ore a lavorare ai pozzi con il Dr. Golliher;[32]
- La Brea Tar Pits è un'ambientazione nell'episodio di Futurama, "Un gambero da ridere";[25]
- In Laverne & Shirley nell'episodio intitolato "Life Is the Tar Pits", dove Lenny incontra Karen, studente e archeologo, ai pozzi di catrame;[25]
- Nella serie TV "La Brea"
- Nella serie animata "Bojack Horseman", stagione 1 episodio 8